# Reagan (filme)
Reagan é um filme biográfico estadunidense dirigido por Sean McNamara, e estrelado por Dennis Quaid e David Henrie no papel do presidente dos Estados Unidos Ronald Reagan. No elenco também estão Penelope Ann Miller, Kevin Dillon, Skip Schwink, Mena Suvari, Lesley-Anne Down e Jon Voight. O filme é baseado no livro O Cruzador: Ronald Reagan e a Queda do Comunismo, de Paul Kengor .
As gravações começaram em 9 de setembro de 2020 e incluiu locações como Guthrie, Oklahoma. Reagan foi lançado nos cinemas dos Estados Unidos em 30 de agosto de 2024. Recebeu críticas negativas dos críticos e arrecadou 30,1 milhões de dólares.

## Elenco
- Dennis Quaid como Ronald Reagan[4]
  - David Henrie como Ronald Reagan jovem[5]
- Penelope Ann Miller como Nancy Reagan[6]
- Kevin Dillon como Jack L. Warner[7]
- Skip Schwink como Jimmy Carter[8]
- Mena Suvari como Jane Wyman
- Jon Voight como Viktor Novikov[9]
- Trevor Donovan como John Barletta[10]
- Lesley-Anne Down como Margaret Thatcher[11]
- Aleksander Krupa como Mikhail Gorbachev[12]
- Cary-Hiroyuki Tagawa como Yasuhiro Nakasone[13]
- Robert Davi como Leonid Brezhnev[14]
- Scott Stapp como Frank Sinatra[15]
- Xander Berkeley como George Shultz[16]

## Produção
As gravações do filme começaram em 9 de setembro de 2020. Os locais de filmagem incluíram Guthrie, Oklahoma. Foi anunciado em 22 de outubro de 2020 que as filmagens seriam adiadas devido à pandemia de COVID-19. As filmagens foram retomadas posteriormente em 5 de novembro de 2020.
O filme deveria ser lançado em 2021, mas em março de 2024, foi anunciado que o filme seria lançado em 30 de agosto de 2024.

## Recepção da crítica
No site agregador de resenhas Rotten Tomatoes, 18% das 68 avaliações dos críticos são positivas, com uma nota média de 4/10. O consenso do site diz: "Embora Reagan, o filme, sem dúvida admire Reagan, o homem, sua representação exagerada e brilhante da história transforma o 40º presidente dos EUA em uma caricatura". Em contraste, a pontuação do público dá ao filme 98% de aprovação. A audiência pesquisada pelo CinemaScore deu ao filme uma nota média de "A" em uma escala de A+ a F. O Metacritic, que usa uma média ponderada, atribuiu ao filme uma pontuação de 22 em 100, com base em 20 resenhas, indicando avaliações "geralmente desfavoráveis".
Em dezembro de 2024, Owen Gleiberman da Variety colocou o filme em sua lista de "Piores Filmes de 2024" na posição #3, escrevendo "é como assistir a um infomercial de um líder de culto horrível".

### Prêmios e indicações
| Prêmio / Festival | Data da Cerimônia  | Categoria               | Destinatário(s)                    | Resultado | Ref.   |
| ----------------- | ------------------ | ----------------------- | ---------------------------------- | --------- | ------ |
| Framboesa de Ouro | 1 de março de 2025 | Pior Filme              | Mark Joseph                        | Pendente  | [ 22 ] |
| Framboesa de Ouro | 1 de março de 2025 | Pior Ator               | Dennis Quaid                       | Pendente  | [ 22 ] |
| Framboesa de Ouro | 1 de março de 2025 | Pior Ator Coadjuvante   | Jon Voight                         | Pendente  | [ 22 ] |
| Framboesa de Ouro | 1 de março de 2025 | Pior Atriz Coadjuvante  | Lesley-Anne Down                   | Pendente  | [ 22 ] |
| Framboesa de Ouro | 1 de março de 2025 | Pior Roteiro            | Howard Klausner                    | Pendente  | [ 22 ] |
| Framboesa de Ouro | 1 de março de 2025 | Pior Combinação em Tela | Dennis Quaid e Penelope Ann Miller | Pendente  | [ 22 ] |